# Kostskole
En kostskole er en skole hvor man bor og lever i et til syv år. Eleverne er bosiddende på skolen væk fra deres forældre. 
Kostskoler er normalt for 12-21-årige elever. Efterskolerne i Danmark er skoler, som har elever et enkelt år eller to sidst i grundskolen.
I Danmark er der ti statslige selvejende gymnasier, der har tilknyttet en kostafdeling. 
Gymnasiekostskolerene har mellem 50 og 100 pladser per skole. Dette er ofte et attraktivt tilbud til unge der ikke ønsker at bo hjemme, men stadig gerne vil indgå i et social fællesskab på daglig basis. Der er ofte mange udenlandsdanskeres børn, der benytter tilbuddet.

## Kostskoler i Danmark

### Statsgymnasium
- Sorø Akademi

### Offentlige gymnasiekostskoler
- Viborg Katedralskole - hjemmeside
- Birkerød Gymnasium – hjemmeside
- Nyborg Gymnasium – hjemmeside
- Struer Gymnasium – hjemmeside
- Grenå Gymnasium – hjemmeside
- Høng Gymnasium og HF – hjemmeside
- Syddjurs Gymnasium -hjemmeside

Alle skolerne tilbyder HF, STX, og de fleste IB-uddannelser.

### Private gymnasiekostskoler
- Herlufsholm
- Det Kristne Gymnasium
- Vejlefjordskolen
- Stenhus Kostskole
- Bagsværd Kostskole og Gymnasium